# Комуз (струнный музыкальный инструмент)
Кому́з (кирг. комуз) — киргизский народный трёхструнный щипковый музыкальный инструмент типа лютни с длинной тонкой шейкой. Грушевидный корпус с безладовым грифом представляет собой единое целое (выдалбливается из одного куска дерева). Общая длина инструмента около 90 см. Строится по квинтам и квартам. Средняя струна мелодическая, остальные выполняют функцию бурдона.
При игре комуз держат обычно под углом 25-30 градусов (как гитару); профессиональные исполнители, демонстрируя мастерство, играют на инструменте «жонглируя» им, переворачивая его даже головкой вниз. Существует множество приёмов звукоизвлечения (в том числе флажолеты, баррэ, ритмические удары по корпусу), при щипке используются все пальцы (правой) руки. Благодаря отсутствию ладков на комузе извлекаются изысканные микроинтервалы, выполняющие роль мелизмов. Звук комуза мягкий и негромкий.

## История
Первые описания этого киргизского инструмента можно найти в трудах Сыма Цяня (201 г. до нашей эры). Комуз также упоминается в огузском эпосе «Кита́би деде́ корку́д» (IX—X вв) и до сих пор широко распространён в профессиональном искусстве киргизов (профессиональные комузисты именуются «комузчи») и в народном быту. Также сопровождает пение акынов (крупнейший акын-комузист XX века — Токтогул Сатылганов). В современной практике кроме сольного исполнительства комуз применяется в ансамблях киргизских народных инструментов.
Типологически родственны киргизскому комузу азербайджанский гопуз, башкирская думбыра, турецкий копуз, казахская домбыра, кумыкский агач-кумуз, хакасский хомыс, якутский тангсыр и другие музыкальные инструменты тюркских народов.
Изображение комуза размещено на банкноте национальной валюты Кыргызстана номиналом 1 сом
Также существует другой национальный инструмент схожий по названию, темир-комуз (ооз комуз).